# Głoska (Basse-Silésie)
Głoska est une localité polonaise de la gmina de Miękinia, située dans le powiat de Środa Śląska en voïvodie de Basse-Silésie.